# معاملة المثليين في تركمانستان
يواجه الأشخاص من المثليين والمثليات ومزدوجي التوجه الجنسي والمتحولين جنسياً (اختصاراً: مجتمع الميم) في تركمانستان تحديات قانونية واجتماعية لا يواجهها غيرهم من المغايرين جنسيا. يعتبر النشاط الجنسي المثلي بين الرجال غير قانوني في تركمانستان وتصل عقوبته إلى السجن لمدة سنتين. و يواجه الأشخاص من مجتمع المثليين وصمة عار بين السكان. كما أن المنازل التي يعيش فيها الشركاء المثليون غير مؤهلة للحصول على نفس الحماية القانونية المتاحة للأزواج المغايرين.

## قانونية النشاط الجنسي المثلي
القانون الجنائي لعام 1997 (دخل حيز التنفيذ اعتبارا من 1 يناير 1998)
الفصل 18: الجرائم ضد الأخلاق
القسم 135: الأفعال الجنسية المثلية
" (1) يتم معاقبة على الأفعال المثلية أي الجماع الجنسي بين الرجال بمدة سجن تصل إلى سنتين.

## ملخص
| قانونية النشاط الجنسي المثلي                                                                  | بين الرجال (العقوبة: السجن لمدة تصل إلى سنتين)/ (بين النساء) |
| المساواة في السن القانوني للنشاط الجنسي                                                       | (بين الرجال)/ (بين النساء)                                   |
| قوانين مكافحة التمييز في التوظيف                                                              | No                                                           |
| قوانين مكافحة التمييز في توفير السلع والخدمات                                                 | No                                                           |
| قوانين مكافحة التمييز في جميع المجالات الأخرى (تتضمن التمييز غير المباشر، خطاب الكراهية)      | No                                                           |
| قوانين مكافحة أشكال التمييز المعنية بالهوية الجندرية                                          | No                                                           |
| زواج المثليين                                                                                 | No                                                           |
| الاعتراف القانوني بالعلاقات المثلية                                                           | No                                                           |
| تبني أحد الشريكين للطفل البيولوجي للشريك الآخر                                                | No                                                           |
| التبني المشترك للأزواج المثليين                                                               | No                                                           |
| يسمح للمثليين والمثليات ومزدوجي التوجه الجنسي والمتحولين جنسيا بالخدمة علناً في القوات المسلحة | No                                                           |
| الحق بتغيير الجنس القانوني                                                                    | No                                                           |
| علاج التحويل محظور على القاصرين                                                               | No                                                           |
| الحصول على أطفال أنابيب للمثليات                                                              | No                                                           |
| الأمومة التلقائية للطفل بعد الولادة                                                           | No                                                           |
| تأجير الأرحام التجاري للأزواج المثليين من الذكور                                              | (غير قانوني للأزواج المغايرين كذلك)                          |
| السماح للرجال الذين مارسوا الجنس الشرجي التبرع بالدم                                          | No                                                           |